# Pampabíbic
A pampabíbic (Vanellus chilensis) a madarak (Aves) osztályának lilealakúak (Charadriiformes) rendjébe, ezen belül a lilefélék (Charadriidae) családjába tartozó faj.

## Rendszerezése
A fajt Juan Ignacio Molina chilei ornitológus írta le 1782-ben, a Parra nembe Parra Chilensis néven. Sorolják a Belonopterus nembe Belonopterus chilensis néven is.

## Alfajai
- Vanellus chilensis cayennensis (Gmelin, 1789)
- Vanellus chilensis chilensis (Molina, 1782)
- Vanellus chilensis fretensis (Brodkorb, 1934)
- Vanellus chilensis lampronotus (Wagler, 1827)[1]

## Előfordulása
Aruba, Bonaire, Curaçao, Panama, Trinidad és Tobago, Argentína, Bolívia, Brazília, Chile, Kolumbia, Ecuador, Francia Guyana, Guyana, Paraguay, Peru, Suriname, Uruguay és Venezuela területén honos. Kóborlásai során Barbadosra, Costa Ricába, a Falkland-szigetekre és Mexikóba is eljut.
Természetes élőhelyei a mocsarak és szezonálisan elöntött legelők.

## Megjelenése
Testhossza 38 centiméter, testtömege 280-425 gramm.
|  |

## Életmódja
Főként rovarokkal táplálkozik, de földigilisztákat, más gerincteleneket, kisebb halakat és rovar lárvákat is fogyaszt.

## Szaporodása
Fészekalja 2-3 tojásból áll.
|  |  |

## Természetvédelmi helyzete
Az elterjedési területe rendkívül nagy, egyedszáma pedig növekszik. A Természetvédelmi Világszövetség Vörös listáján nem fenyegetett fajként szerepel.